# Erika Grediaga
Erika Grediaga (Ciudad de México, México, 25 de septiembre de 1974) es una directora de cine, guionista y productora mexicana.

## Biografía
Estudió en el Centro Universitario de Estudios Cinematográficos de la Universidad Nacional Autónoma de México. En 1995 recibió tercer lugar en la categoría de cine infantil en el Concurso Nacional de Guion de Cortometraje del Instituto Mexicano de Cinematografía (IMCINE), Televicine (ahora Videocine), Canal Once, Canal 22 y TV UNAM con el guion El Cuentasueños.
Este premio la llevó a conseguir más tarde la beca de co-inversión del Fondo Nacional para la Cultura y las Artes (FONCA) como directora y guionista para filmar dicho guion como tesis de licenciatura: el cortometraje resultante, Adela despierta despierta, estelarizado por Macrosfilio Amilcar, Myrna Brianda y narrado por Jorge Zárate, se estrenó en 1997.
De 1999 a 2000 fue la primera analista de guiones de Altavista Films y también trabajó como analista de guiones en EUA para Producciones Anhelo. El mismo año coprodujo la película independiente Soba, protagonizada por Dagoberto Gama y Claudia Soberón.
En 2001 recibió un diploma de guionismo de UCLA y en 2003 ganó la beca que otorgan Dan y Dorothea Petrie, por recomendación del Director del área de realización de AFI.
En 2004 obtuvo la maestría de dirección de AFI y su tesis final, el cortometraje Anima, estrenado en el marco del San Diego Latino Film Festival, fue nominado como Mejor Cortometraje a los Imagen Awards, premios que cada año se otorgan a proyectos que fomentan y reconocen las representaciones positivas de los latinos en la industria del entretenimiento.
En 2004 ganó una beca de Disney–ABC Television Group para escribir un guion de largometraje para niños. Fue escritora de planta para Trato Hecho de Univision (versión latina de “Let’s make a deal!”) y entre 2007 y 2010 fue una de las guionistas de las primeras dos temporadas de la serie animada Mis Amigos Tigger y Pooh de Disney Channel.
En 2010 escribió y dirigió la comedia romántica 31 días, su primer largometraje, filmado en la ciudad de Guadalajara y estelarizado por Iran Castillo, el italiano Lorenzo Balducci, Alejandra Gollas, Antonio Gaona y con la participación de Karla Souza. La película fue el primer estreno mexicano de 2003.
En 2013 fue productora ejecutiva de Snowflake, filmado en Nueva York y estelarizado por las actrices norteamericanas Ele Keats y Tracy Middendorf.
En 2017 se estrenó su cortometraje de terror Morgu en la popular plataforma de cine de género Crypt TV.

## Filmografía

### Directora
- Adela despierta despierta (1997) (cortometraje)
- Anima (2003) (cortometraje)
- 31 días (2013)
- Morgu (2017) (cortometraje)

### Guionista
- Adela despierta despierta (1997) (cortometraje)
- Anima (2003) (cortometraje)
- Trato Hecho (show de TV)
- Mis Amigos Tigger y Pooh (2007-2010) (serie TV) (15 capítulos)
- 31 días (2013)
- Morgu (2017) (cortometraje)